# Lindernia gratioloides
Lindernia gratioloides é uma espécie botânica do gênero Lindernia pertencente à família Linderniaceae.